# Анджела Борджия
Анджела Борджия (на италиански: Angela Borgia, Анджела Борджа; на испански: Àngela de Borja-Llançol de Romaní i de Montcada, Анхела де Борха-Лансол де Романи и де Монткада; * ок. 1486, Рим, Папска държава; † 4 май 1521, Сасуоло, Италия) е италианска аристократка от испански произход, господарка на Сасуоло и братовчедка и довереница на Лукреция Борджия. Поради голямата си красота е обект на любовен спор между кардинал Иполито I д’Есте и неговия полубрат Джулио д'Есте.

## Произход
Принадлежейки към могъщото семейство Борджия, тя е извънбрачна дъщеря на Гилем-Рамон де Борха и Саногера († 1503), който е в Рим на служба при папа Александър VI, и Исабел де Монткада. Племенница е на папата и братовчедка на херцогиня Лукреция Борджия, чиято шаферка и довереница става.
Не трябва да се бърка със сестра ѝ Анхела де Борха и Кастелвер от брака на баща ѝ с Виолант Санс дьо Кастелверд, която се омъжва за Родриго де Корела и Монкада, ставайки графиня на Косентайна, или с Анхела де Борха и Лансол и де Монткада, която също през 1506 г. се омъжва за Луис Лансол.

## Биография
В младостта си Анджела живее в Рим с братовчедка си Лукреция Борджия, която придружава във Ферара, когато тя се омъжва за Алфонсо I д’Есте. Смятана за жена с голяма красота, елегантност, романтичност и изключителна женственост, Анджела е близка приятелка, довереница на най-съкровените тайни, любим спътница и асистентка на братовчедка си. Печели похвалите на писатели като Диомед Гуидалоти, който ѝ посвещава два сонета, и и на самия Лудовико Ариосто, който ѝ посвещава последната песен на „Бесният Орландо“. Пиетро Бембо я идеализира като „ангел, който може да се моли за мен". На 1 август 1504 г. от Венеция, в посвещението на своя труд Gli asolani на херцогиня Лукреция Борджия, той отново се позовава на своята Анджела; показвайки на Лукреция, че нейната братовчедка и прислужница е „неговата скъпа и смела Мадона Анджела Борджия“.
Озовавайки се във Ферара в услуга на Лукреция, Анджела силно привлича вниманието на кардинал Иполито I д’Есте и извънбрачния Джулио д'Есте, и двамата братя на херцог Алфонсо I д'Есте, които вече са отчуждени от стари разногласия и продължаващи взаимни обиди. Тази ситуация, съществуваща вече между тях, се влошава, когато и двамата се влюбват в нея и започват да се състезават за любовта и привързаността ѝ. Красивата и много ухажвана млада жена предпочита Джулио и един ден ѝ се налага публично да заяви, че само очите на нейния любим са по-ценни от цялата личност на кардинала. С това раздразнението на Иполито достига своя връх. След като Анджела забременява от Джулио (нейният таен син е роден през декември 1505 г.), тя е защитена от братовчедка си Лукреция.
На 1 ноември 1505 г. в полетата близо до двореца Белригардо Иполито и Джулио се срещат. Джулио, за негово съжаление, е сам и не може да направи нищо, когато кардиналът нарежда на слугите си да го хванат, да го убият и да му извадят очите. Той е жестоко бит и губи зрението на едното си око. От този момент той започва да крои заговор за смъртта на Иполито. За да постигне това, в опита си обединява усилията си с тези на другия им брат Фернандо, който иска да елиминира херцога, за да заеме неговото място. Заговорът бързо е разкрит. Всички съюзници на двамата принцове са осъдени на смърт, като присъдата им е променена на доживотен затвор. През 1506 г. Джулио и Фернандо са затворени в подземията на замъка Есте. Фернандо умира там. Джулио е освободен през 1559 г. по милостта на Алфонсо II д’Есте (той е на 81 г., като 53 г. прекарва в затвора).
Благодарение на връзките си за Лукреция не е трудно да намери съпруг на Анджела, за да сложи край на авантюрите ѝ. На 6 декември 1506 г. тя се омъжва за Александър Пий Савойски, граф на Сасуоло, като получава зестра на стойност 10 хил. златни дуката. Сватбата е отпразнувана във Ферара с танци и комедии, съвпадащи с карнавала. На 24 март 1508 г. тя ражда сина си Гилберт, бъдещ съпруг на Елизабета д'Есте, дъщеря на кардинал Иполито.
Умира около 35-годишна възраст през 1521 г.

## Брак и потомство
∞ 6 декември 1506 за Александър Пий Савойски (* 26 октомври 1467, † април 1517, Сасуоло), граф на Сасуоло, от когото има един син и две дъщери:
- Гилберт II Пий Савойски (* 24 март 1508, Сасуоло, † 27 октомври 1554), наследник на господството на Сасуоло; ∞ 1. за Анна Рангони († 1528), от която няма деца ∞ 2. 1529 за Елизабета д'Есте, извънбрачна дъщеря на кардинал Иполито д'Есте, от която няма деца ∞ 3. за Изабела да Кореджо († 1574), от която има четири дъщери. Има и множество извънбрачни деца.
- Камила Алесандра Савойска, монахиня във Ферара
- Елеонора Савойска, монахиня във Ферара

От Джулио д'Есте (* 13 юли 1478, Ферара; † 24 март 1561, Ферара), принц на Ферара, Модена и Реджо и извънбрачен син на херцог Ерколе I д'Есте, има един извънбрачен син:
- Син (* декември 1505).

## В литературата
- Тя е героиня на едноименната творба на Конрад Фердинанд Майер (Angela Borgia, Novelle, 1891).[12]